# 8703 Nakanotadao
8703 Nakanotadao este un asteroid din centura principală de asteroizi.

## Descriere
8703 Nakanotadao este un asteroid din centura principală de asteroizi. A fost descoperit pe 15 decembrie 1993 la Ōizumi de Takao Kobayashi. El prezintă o orbită caracterizată de o semiaxă mare de 2,33 ua, o excentricitate de 0,04 și o înclinație de 5,0° în raport cu ecliptica.